# Кастельяр (Хаен)
Кастельяр (ісп. Castellar) — муніципалітет в Іспанії, у складі автономної спільноти Андалусія, у провінції Хаен. Населення — 3593 особи (2010).
Муніципалітет розташований на відстані близько 250 км на південь від Мадрида, 80 км на північний схід від Хаена.

## Демографія
Динаміка населення (INE ):